# Guglielmo Acton
Pour les articles homonymes, voir Acton.
Guglielmo Acton (né à Castellammare di Stabia le 25 mars 1825, mort à Naples le 29 novembre 1896) est un militaire et un sénateur italien. Il a exercé précédemment en qualité d'officier dans la marine du royaume des Deux-Siciles.

## Biographie

### Royaume des Deux-Siciles
Guglielmo Acton est le fils du général de brigade la marine du royaume des Deux-Siciles Carlo Acton (1783-1863) et de la comtesse Zoè Guignes d'Albon. Ex-élève de l'école militaire Nunziatella, il entreprend la carrière militaire en 1841 dans la marine du royaume des Deux-Siciles.
Capitaine de frégate puis commandant de la corvette Stromboli, en 1860, au cours de l'expédition des Mille, après le débarquement à Marsala, il s'empare du bateau à vapeur Piemonte qu'il remorque jusqu'au port de Naples. Le 14 août 1860, à bord du vaisseau Monarca dans le port de Castellammare di Stabia, il repousse de nuit l'abordage du bateau garibaldien Tüköry. Il est blessé à un cuisse et pour son action, il reçoit la croix de chevalier de l'ordre de Saint-Ferdinand et du mérite.

### Royaume d'Italie
Après la chute du royaume des Deux-Siciles, il intègre la marine royale italienne et participe en 1860 au siège de Gaète et de Messine. En 1864 il entreprend, en qualité de commandant de la frégate Principe Umberto une longue croisière dans l'océan Atlantique et dans l'océan Pacifique. En 1866, il participe à la bataille de Lissa et embarque dans sa frégate les naufragés du Re d'Italia coulé par les Autrichiens.
Il est député de la circonscription de Belluno de 1867 à 1870 et nommé contre-amiral en 1868. Il prend la direction de l'arsenal de La Spezia et du 15 janvier 1870 au 31 août 1871, il est ministre de la marine du gouvernement Lanza. Il est nommé sénateur le 15 novembre 1871, vice-amiral en 1879 et chef d’État major de la marine. Il met fin à sa carrière en 1888.
Ses frères cadets, Ferdinando et Emmerik suivirent la carrière militaire, atteignant les plus hauts grades. Sa sœur Laura, restée veuve en 1863 du prince Domenico Beccadelli di Bologna, se remaria l'année suivante avec le président du conseil Marco Minghetti.

## Distinctions
- Chevalier de l'ordre de Saint-Ferdinand et du mérite pour fait d'armes à Castellammare di Stabia, le 14 août 1860
- Officier de l'ordre militaire de Savoie, 19 mai 1861
- Médaille d'argent de la valeur militaire pour fait d'armes à Lissa, 1866

## Sources
- (it) Cet article est partiellement ou en totalité issu de l’article de Wikipédia en italien intitulé « Guglielmo Acton » (voir la liste des auteurs).